# Klubbträsket, Uppland
Klubbträsket är en sjö i Östhammars kommun i Uppland och ingår i Olandsåns huvudavrinningsområde.